# 西南铁线莲
西南铁线莲（学名：Clematis pseudopogonandra）为毛茛科铁线莲属下的一个种。

## 扩展阅读
- 維基物種上的相關：西南铁线莲